# Старовойтова Тамара Андріївна
Тамара Андріївна Старовойтова (рос. Тамара Андреевна Старовойтова; нар. 18 січня 1989) — російська футболістка, захисниця, виступала також за збірну Азербайджану.

## Життєпис
Вихованка ДЮСШ міста Красноярськ, виступала за місцеву «сибірячка» та юніорську збірну Сибіру. У 2005 році перейшла в воронезьку «Енергію», в якій розпочала дорослу кар'єру. У 2005-2007 роках грала в першій лізі Росії, ставала переможницею змагань. У 2008-2009 роках разом з воронезьким клубом виступала у вищій лізі. Бронзовий призер чемпіонату Росії 2009 року (провела 3 матчі на старті сезону). Після відходу з «Енергії» виступала в Литві за «Гінтра Універсітетас», брала участь в матчах єврокубків. Потім деякий час грала в першій лізі за красноярський «Єнісей», стала переможницею сибірської зони і бронзовим призером фінального турніру першої ліги.
Виступала за молодіжну збірну Росії. Учасниця фінального турніру молодіжного чемпіонату світу 2006 року.
скандал
У 2009 році разом з групою футболісток з Росії прийняла запрошення грати за збірну Азербайджану. Надалі з'ясувалося, що виступ був по підробленому паспорту на ім'я Тома Безсердечна, що призвело до 10 місячної дискваліфікації гравчині.